# Blennodesmus scapularis
Blennodesmus scapularis is een  straalvinnige vissensoort uit de familie van dwergzeebaarzen (Pseudochromidae). De wetenschappelijke naam van de soort is voor het eerst geldig gepubliceerd in 1872 door Günther.
De soort staat op de Rode Lijst van de IUCN als niet bedreigd, beoordelingsjaar 2009.